# Open de Moselle 2008 - Qualificazioni singolare
Le qualificazioni del singolare  dell'Open de Moselle 2008 sono state un torneo di tennis preliminare per accedere alla fase finale della manifestazione. I vincitori dell'ultimo turno sono entrati di diritto nel tabellone principale. In caso di ritiro di uno o più giocatori aventi diritto a questi sono subentrati i lucky loser, ossia i giocatori che hanno perso nell'ultimo turno ma che avevano una classifica più alta rispetto agli altri partecipanti che avevano comunque perso nel turno finale.
Le qualificazioni del torneo Open de Moselle  2008 prevedevano 16 partecipanti di cui 4 sono entrati nel tabellone principale.

## Teste di serie
1. Florent Serra (primo turno)
2. Fabio Fognini (primo turno)
3. Serhij Stachovs'kyj (primo turno)
4. Assente

1. Assente
2. Rik De Voest (primo turno)
3. Adrian Mannarino (primo turno)
4. Tobias Kamke (primo turno)

## Qualificati
1. Serhij Stachovs'kyj
2. Chris Eaton

1. George Bastl
2. Rik De Voest

## Tabellone

### Legenda
| - Q = Qualificato - WC = Wild card - LL = Lucky loser | - ALT = Alternate - SE = Special Exempt - PR = Protected Ranking | - w/o = Walkover - r = Ritirato - d = Squalificato |

### Sezione 1
|  | Primo turno    | Primo turno    | Primo turno    | Primo turno | Primo turno |  |  | Ultimo turno | Ultimo turno        | Ultimo turno        | Ultimo turno | Ultimo turno |  |
|  |                |                |                |             |             |  |  |              |                     |                     |              |              |  |
|  | 1              | Florent Serra  | Florent Serra  | 7           | 6           |  |  |              |                     |                     |              |              |  |
|  |                | Andre Wiesler  | Andre Wiesler  | 5           | 3           |  |  |              | Serhij Bubka        | Serhij Bubka        | 3            | 4            |  |
|  | Julien Mathieu | Julien Mathieu | Julien Mathieu | 6           | 6           |  |  | 3            | Serhij Stachovs'kyj | Serhij Stachovs'kyj | 6            | 6            |  |
|  | Holger Fischer | Holger Fischer | Holger Fischer | 3           | 1           |  |  |              |                     |                     |              |              |  |

### Sezione 2
|  | Primo turno  | Primo turno      | Primo turno | Primo turno | Primo turno |  |  | Ultimo turno     | Ultimo turno     | Ultimo turno | Ultimo turno | Ultimo turno |  |
|  |              |                  |             |             |             |  |  |                  |                  |              |              |              |  |
|  | David Guez   | David Guez       | 7           | 3           | 6           |  |  |                  |                  |              |              |              |  |
|  | Josh Goodall | Josh Goodall     | 64          | 6           | 3           |  |  | Frederik Nielsen | Frederik Nielsen | 7            | 3            | 3            |  |
|  | 7            | Adrian Mannarino | 1           | 6           | 7           |  |  | Chris Eaton      | Chris Eaton      | 6            | 6            | 6            |  |
|  |              | Rainer Eitzinger | 6           | 0           | 63          |  |  |                  |                  |              |              |              |  |

### Sezione 3
|  | Primo turno      | Primo turno      | Primo turno      | Primo turno | Primo turno |  |  | Ultimo turno          | Ultimo turno          | Ultimo turno          | Ultimo turno | Ultimo turno |  |
|  |                  |                  |                  |             |             |  |  |                       |                       |                       |              |              |  |
|  |                  | Romain Jouan     | Romain Jouan     | 7           | 7           |  |  |                       |                       |                       |              |              |  |
|  | 2                | Fabio Fognini    | Fabio Fognini    | 5           | 6           |  |  | Pierre-Hugues Herbert | Pierre-Hugues Herbert | Pierre-Hugues Herbert | 2            | 1            |  |
|  | Prakash Amritraj | Prakash Amritraj | Prakash Amritraj | 6           | 6           |  |  | George Bastl          | George Bastl          | George Bastl          | 6            | 6            |  |
|  | Lovro Zovko      | Lovro Zovko      | Lovro Zovko      | 4           | 3           |  |  |                       |                       |                       |              |              |  |

### Sezione 4
|  | Primo turno      | Primo turno      | Primo turno | Primo turno | Primo turno |  |  | Ultimo turno | Ultimo turno  | Ultimo turno  | Ultimo turno | Ultimo turno |  |
|  |                  |                  |             |             |             |  |  |              |               |               |              |              |  |
|  | Justin O'Neal    | Justin O'Neal    | 6           | 65          | 6           |  |  |              |               |               |              |              |  |
|  | Alexandre Penaud | Alexandre Penaud | 1           | 7           | 2           |  |  |              | Maxime Bonami | Maxime Bonami | 5            | 4            |  |
|  |                  | Tobias Kamke     | 7           | 4           | 6           |  |  | 6            | Rik De Voest  | Rik De Voest  | 7            | 6            |  |
|  | 8                | Karol Beck       | 5           | 6           | 3           |  |  |              |               |               |              |              |  |